# Nanaloricidae
Famille
Les Nanaloricidae sont une famille de loricifères, invertébrés microscopiques qui en 1998 comprenait 10 espèces connues, découvertes dans le plancton marin ou estuarien en suspension ou dans des échantillons de sable marin frais.

## Liste des genres
Selon World Register of Marine Species (12 mai 2021) :
- genre Armorloricus Kristensen & Gad, 2004
- genre Australoricus Heiner, Boesgaard & Kristensen, 2009
- genre Culexiregiloricus Gad, 2009
- genre Nanaloricus Kristensen, 1983
- genre Phoeniciloricus Gad, 2003
- genre Spinoloricus Heiner & Neuhaus, 2007

et décrits depuis
- Fafnirloricus Fujimoto & Murakami , 2020
- Scutiloricus Neves, Kristensen & Møbjerg, 2021

## Publication originale
- Kristensen, 1983 : « Loricifera, a new phylum with Aschelminthes characters from the meiobenthos. » Zeitschrift fuer Zoologische Systematik und Evolutionsforschung, vol. 21, no 3, p. 163-180.